# Frank Mertens
Frank Mertens (* 26. Oktober 1961 als Frank Sorgatz in Enger) ist ein deutscher Musiker. Er ist ein ehemaliges Mitglied der deutschen Synthie-Pop-Gruppe Alphaville.

## Leben
Kurz nach dem Erfolg des Debütalbums verließ er die Band im Dezember 1984, weil er die öffentliche Aufmerksamkeit als anstrengend empfand.
Nach seinem Ausstieg gründete er mit seiner damaligen Freundin Matine Lille (geb. Richter) und Felix Lille (geb. Schulte) die Gruppe Lonely Boys. Mertens löste die Gruppe 1987 auf, um Wirtschaftswissenschaften zu studieren.
1991 zog Mertens nach Paris, um Kunst zu studieren. 1996 kehrte er nach Köln zurück, um als bildender Künstler zu arbeiten.
Im selben Jahr begann er ein musikalisches Projekt namens Maelstrom, das er jedoch nie vollendete. Es war eine Kombination aus Ambient-Musik, impressionistischer und farbenfroher Kunst in Form von Gemälden, Skulpturen und Poesie.
Frank Mertens lebt heute in Schwäbisch Hall.